# Frank Thomas
Franklin Thomas född 5 september 1912 i Santa Monica, Kalifornien, död 8 september 2004 i La Cañada Flintridge, Kalifornien, var en amerikansk animationsregissör, animatör och manusförfattare. Arbetade bland annat för Walt Disney Productions, där han var känd som en av Disney's Nine Old Men.

## Biografi
Han gick ut från Stanford University, gick sedan på Chouinard Art Institute och blev anställd av Walt Disney Productions den 24 september 1934 som anställd nummer 224. Där animerade han dussintals filmer och kortfilmer och var också medlem i Dixielandbandet Firehouse Five Plus Two där han spelade piano.
Hans arbete i animerade kortfilmer inkluderar Jättens överman där han animerade scenerna med Musse Pigg och kungen, Musse och björnen i Pluto på jaktstigen och de tyska dialogerna i propagandakortfilmen Education for Death (strax innan Thomas gick med i det amerikanska flygvapnet). Han arbetade också med Nalle Puh och Nasse i två Nalle Puh-inslag.
I långfilmer hör till exempel scenerna där dvärgarna gråter över Snövit, Pinocchio på marionetteatern, Bambi och Stampe på isen, Lady och Lufsen äter spaghetti, de tre feerna i Törnrosa, Merlin och Artur som ekorrar i Svärdet i stenen och Kung Louie i Djungelboken till Thomas alster. Thomas hjälpte också till att skapa flera av Disneys minnesvärda skurkar, som den onda styvmodern i Askungen, Hjärter dam i Alice i Underlandet och Kapten Krok i Peter Pan.
Han pensionerades från Disney den 31 januari 1978.

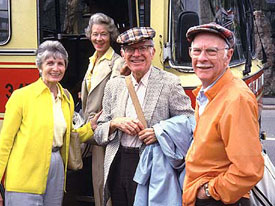
Frank Thomas och Ollie Johnston med fruar i Helsingfors 1985.

Thomas skrev tillsammans med den andra Disneylegenden Ollie Johnston (1912–2008) den uttömmande boken The Illusion Of Life, vilken först publicerades av Abbeville Press 1981. Den anses vara den definitiva guiden på traditionellt ritad animation (speciellt i Disneystil), har publicerats flera gånger och uppges vara en bibel för animatörer. Thomas och Johnston blev också porträtterade i dokumentären Frank and Ollie från 1993, med regi av Thomas son Theodore Thomas. Filmen handlade om deras karriärer, privatliv och den personliga vänskapen mellan de två männen.
Thomas sista framträdande i en animerad film var i Superhjältarna, där han gav röst åt en rollfigur istället för att rita den. Frank och hans vän Ollie Johnston gav röst och blev karikatyrer som två gamla män som i originalversionen säger "That's old school..." "Yeah, no school like the old school." Båda hade tidigare lånat sina röster, och blivit karikatyrer som två tågmekaniker i Järnjätten.
Frank Thomas dog i sitt hem av en hjärnblödning vid en ålder av 92 år.